# Гарасим Ярослав Іванович
Ярослав Іванович Гарасим (нар. 10 квітня 1973, с. Старі Богородчани, Богородчанський район, Івано-Франківська область) — український фольклорист, доктор філологічних наук, професор, декан філологічного факультету Львівського національного університету ім. І. Франка (2004-2014), проректор із науково-педагогічної роботи ЛНУ ім. І. Франка (з 2014 по серпень 2019 року), професор кафедри української фольклористики ЛНУ ім. І. Франка (2012).

## Біографія
У 1994 р. закінчив з відзнакою філологічний факультет Львівського державного університету ім. І. Франка. У 1997 р. захистив кандидатську дисертацію на тему «Культурно-історична школа в історії української фольклористики» (за спеціальністю 10.01.07 — «Фольклористика», науковий керівник — доктор філологічних наук, професор Іван Денисюк).
У 2010 р. захистив докторську дисертацію на тему «Етноестетика українського пісенного фольклору» (за спеціальністю 10.01.07 — «Фольклористика», науковий консультант — доктор філологічних наук, професор Іван Денисюк).
1997—2001 рр. — асистент, з 2001 р. — доцент кафедри української фольклористики, 2004—2014 рр. — декан філологічного факультету Львівського університету. 2014—2019 рр. — проректор ЛНУ ім. І. Франка з науково-педагогічної роботи. З 2019 р. — професор кафедри української фольклористики ім. академіка Ф. Колесси.
2014 рік — кандидат у депутати ВРУ від «Народного фронту» у 120 виборчому окрузі. Кандидат у народні депутати від партії «Голос» на парламентських виборах 2019 року, № 44 у списку.

### Наукові інтереси
Історія української фольклористики, методологія фольклорних досліджень, етнопсихологія та етноестетика. Має близько 60 наукових праць.
З 2011 — головний редактор загальноукраїнського науково-освітнього журналу «Міфологія і фольклор».